# Talgo
TALGO (Tren Articulado Ligero Goicoechea Oriol - "lahki zgibni vlak Goicoechea Oriol") je španski proizvajalec intercity, standardnih in hitrih potniških vlakov. 
- RENFE Class 334
- Talgo III
- Notranjost Talga III
- Lokomotiva vleče Talgo III
- Amtrak Cascades
- Talgo VII
- Talgo 350
- RENFE class 355
- Talgo Avril